# Siiri Rantanen
Siiri Johanna Rantanen (als Siiri Lintunen; * 14. Dezember 1924 in Tohmajärvi; † 5. Mai 2023 in Lahti) war eine finnische Sportlerin, die im Skilanglauf, im Radsport und in der Leichtathletik aktiv war. Sie zählte zu den erfolgreichsten finnischen Sportlern der 1950er Jahre und war eine der erfolgreichsten finnischen Skilangläuferinnen überhaupt. Sie war zum Zeitpunkt ihres Todes im Jahr 2023 die älteste noch lebende Olympiateilnehmerin Finnlands.

## Werdegang

### Skilanglauf
Rantanen gab ihr internationales Debüt bei den Olympischen Winterspielen 1952 in Oslo, die zugleich als Nordische Skiweltmeisterschaften gewertet wurden. In Oslo gewann sie Bronze über 10 km. Bei den Finnischen Meisterschaften 1954 gewann sie ihren ersten nationalen Einzeltitel über 10 km. Zwei Jahre zuvor sicherte sie sich bereits den Mannschaftsmeistertitel.
Bei den Nordischen Skiweltmeisterschaften 1954 in Falun gewann sie Silber über 10 km hinter Ljubow Kosyrewa. Zudem lief sie gemeinsam mit Mirja Hietamies und Sirkka Polkunen auch im Staffelrennen als Zweite über die Ziellinie.
In Cortina d’Ampezzo sicherte sie sich zwei Jahre später bei den Olympischen Winterspielen 1956 überlegen mit der Mannschaft die Goldmedaille in der Staffel. Im Einzel über 10 km lief Rantanen auf den fünften Rang. Nachdem sie im Folgejahr bei den Finnischen Meisterschaften erneut den Titel über 10 km gewann sicherte sie sich bei den nationalen Wettkämpfen 1958 neben einem erneuten Sieg über 10 km auch den Titel mit der Staffel.
Bei den folgenden Nordischen Skiweltmeisterschaften 1958 in Lahti gewann sie erneut Silber mit der Staffel und sicherte sich zudem Bronze über 10 km. Bei den Finnischen Meisterschaften 1959 blieb Rantanen erstmals ohne nationalen Einzeltitel und gewann nur Gold mit der Staffel.
Mit ihrer dritten Olympiateilnahme bei den Olympischen Winterspielen 1960 in Squaw Valley kam sie im 15-km-Einzelrennen nicht über Platz 15 hinaus. Mit der finnischen Damenstaffel gewann Rantanen ihre dritte Olympiamedaille und sicherte sich Bronze.
Nachdem sie bei den Finnischen Meisterschaften 1960 den Titel über 5 km gewinnen konnte, verteidigte sie diesen Titel bis 1962. Zudem gewann Rantanen 1960 und 1961 erneut den Staffeltitel.
Mit den Nordischen Skiweltmeisterschaften 1962 in Zakopane bestritt Rantanen ihr letztes großes internationales Turnier. Dabei gewann sie noch einmal Staffelbronze und wurde Vierte über 5 km sowie Siebente über 10 km.
Rantanen dominierte während ihrer aktiven Zeit die internationalen A-Rennen in Finnland. So gewann sie bei den Lahti Ski Games die Rennen über 10 km in den Jahren 1953, 1959 und 1961. Zudem gewann sie 1953, 1957, 1958, 1959 und 1961 das Rennen in Ounasvaara und 1950, 1954 und 1961 am Puijo.
1954, 1956, 1958 und 1959 wurde sie zur finnischen Sportlerin des Jahres gewählt. Zudem wurde sie in die Suomen Hall of Fame aufgenommen. Nach Ende ihrer Langlaufkarriere bestritt sie Crossläufe und Radrennen.
Rantanen bestritt auch später neben ihrer Arbeit als Polsterin bis ins hohe Alter Skirennen. So gehörte sie beim Finlandiahiihto 1996 mit 71 Jahren bereits zu den ältesten Teilnehmerinnen. Zuvor war sie bereits 1976 und 1977 beste weibliche Teilnehmerin an diesem Rennen. Ihren bislang letzten Start beim Finlandiahiihto bestritt sie 2005.
Bei den Nordischen Skiweltmeisterschaften 2017 in Lahti lief sie im Alter von 92 Jahren eine Ehrenrunde auf Skiern im Stadion.

### Leichtathletik
Als Leichtathletin gewann sie 1960 die Finnische Meisterschaft im Querfeldeinlauf sowie 1961 die 3 × 800-m-Staffel und das Querfeldein-Team-Rennen.

### Radsport
Bereits während ihre aktiven Skilanglauf-Karriere und auch danach bestritt Rantanen im Sommer Radrennen. 1961 sicherte sie sich den Finnischen Meistertitel beim 50-km-Straßenradrennen.

## Erfolge

### Olympische Winterspiele
- 1952 in Oslo: Bronze über 10 km
- 1956 in Cortina d’Ampezzo: Gold mit der Staffel
- 1960 in Squaw Valley: Bronze mit der Staffel

### Weltmeisterschaften
- 1954 in Falun: Silber über 10 km, Silber mit der Staffel
- 1958 in Lahti: Silber mit der Staffel, Bronze über 10 km
- 1962 in Zakopane: Bronze mit der Staffel